# Форсайт, Марк
Марк Форсайт (род. 2 апреля 1977, Англия) — британский лингвист и писатель. Известен своими исследованиями в области смысла и этимологии слов английского языка.
Автор бестселлеров  Etymologicon, в Horologicon, и The Elements of Eloquence. Также известен как автор блога The Inky Fool. Исследования Форсайта касаются смысла малопонятных и вышедших из употребления слов. Двум первым книгам Форсайта были посвящены передачи Би-би-си Радио 4 из серии «Книга недели».
В июне 2012 года прочёл TED-лекцию «Что такое snollygoster? Введение в политический жаргон».

## Образование
С 1990 по 1995 год учился в Винчестерском колледже, г. Винчестер, Хэмпшир, Англия . С 1996 по 1999 изучал английский язык и литературу в Линкольн-колледже Оксфордского университета.

## Бестселлеры

### The Inky Fool
В 2009 году начал вести блог под названием The Inky Fool (с англ. — «Чернильный дурак») в котором обсуждал тонкости употребления слов английского языка, а также вопросы этимологии. В интервью изданию Skepticality Форсайт сказал:
Этимология — это удовольствие … Некоторые люди говорят об истинном значении. Я просто нахожу это интересным и восхитительным и часто просто очень, очень смешным. Что самое главное, я люблю этимологию.

### Etymologicon
Свою первую книгу «The Etymologicon: A Circular Stroll through the Hidden Connections of the English Language» Форсайт написал на основе своего популярного блога. Книга вышла в 2011 году в издательстве Icon Books. В ней Форсайт объясняет значения и происхождение некоторых известных слов и выражений английского языка и объясняет связи между словами. Название книги «etymologicon» предположительно принадлежит поэту Джону Мильтону. В январе 2012 года книга заняла первое место в списке бестселлеров Санди Таймс.

### Horologicon
Второй книгой Форсайта стала The Horologicon: A Day’s Jaunt Through the Lost Words of the English Language. В ней исследованы слова, вышедшие из употребления, такие как snollygoster, durgeon и frumples. Автор считает, что некоторые из этих слов следует возродить:
Не обращайте внимания на недоуменные взгляды, — просто используйте их разговоре как можно чаще

### Elements of Eloquence
Третья книга Форсайта Elements of Eloquence: Secrets of the Perfect Turn of Phrase Здесь автор описывает такие стилистические приемы как гипербола, epizeuxis и катахреза. Форсайт использует примеры из Уильяма Шекспира, Лорд Байрон, Уинстон Черчилль, Лорд Теннисон, Льюис Кэрролл, Квентин Тарантино, Джон Леннон и Кэти Перри.

## Другие книги
Форсайт написал предисловие к новому изданию словаря английского языка Collins. Он также написал короткую главу «Кто дал названия городам» для книги Джеммы Элвин Харрис Big Questions from Little People Answered by Some Very Big People..
В мае 2018 года вышла в свет книга Форсайта «A Short History of Drunkenness: How, Why, Where, and When Humankind Has Gotten Merry from the Stone Age to the Present». Практически одновременно с английским изданием вышел русский перевод: « Краткая история пьянства от каменного века до наших дней. Что, где, когда и по какому поводу.»

## Радиопередачи и Ted-лекция
- «A Christmas Cornucopia» BBC Radio 4 (18 December 2016)
- Lost Words and Secret Connections BBC Radio 4 (13 September 2016)
- Why Read Dictionaries with David Astle and Mark Forsyth Radio National (26 May 2013)[20]
- What’s a snollygoster? A short lesson in political speak TED talk (August, 2012)[1]
- Do we overuse 'literally'? BBC Radio 4 (12 March 2012)[21]
- Painting the Forth Bridge 'finished' BBC Radio 4 (9 December 2011)[22]